# Distrikt Quilahuani
Der Distrikt Quilahuani liegt in der Provinz Candarave in der Region Tacna in Südwest-Peru. Der Distrikt wurde am 15. Februar 1955 gegründet. Er besitzt eine Fläche von 55,1 km². Beim Zensus 2017 wurden 753 Einwohner gezählt. Im Jahr 1993 lag die Einwohnerzahl bei 975, im Jahr 2007 bei 1094. Die Distriktverwaltung befindet sich in der 3176 m hoch gelegenen Ortschaft Quilahuani mit 399 Einwohnern (Stand 2017). Quilahuani liegt 5,5 km südsüdwestlich der Provinzhauptstadt Candarave.

## Geographische Lage
Der Distrikt Quilahuani liegt an der Südflanke der Cordillera Volcánica im Süden der Provinz Candarave. Er umfasst den Ostteil der Laguna Aricota, in welche der Río Callazas mündet. Neben dem Hauptort Quilahuani gibt es als größere Ortschaft noch Aricota mit 238 Einwohnern.
Der Distrikt Quilahuani grenzt im Südwesten an den Distrikt Curibaya, im Nordwesten an den Distrikt Huanuara, im Norden und im Osten an den Distrikt Candarave, im Südosten an den Distrikt Sitajara sowie im Süden an den Distrikt Héroes Albarracín (die beiden letztgenannten Distrikte gehören zur Provinz Tarata).